# Castelvecchio Calvisio
Castelvecchio Calvisio è un comune italiano di 123 abitanti della provincia dell'Aquila in Abruzzo. Faceva parte, fino al 2008, della Comunità montana Campo Imperatore-Piana di Navelli. Parte del territorio del comune rientra nel territorio del Parco nazionale del Gran Sasso e Monti della Laga costituendone di fatto una delle porte di accesso nella sua parte meridionale.

## Geografia fisica
Il borgo è situato nell'entroterra abruzzese, nella parte meridionale del massiccio del Gran Sasso d'Italia, a mezzogiorno del vasto altopiano di Campo Imperatore, in posizione panoramica sulla valle del Tirino da una parte e la bassa Conca Aquilana dall'altra, ad un'altitudine di poco superiore ai 1000 m s.l.m.. Il comune possiede un'exclave sulla piana di Campo Imperatore.
È raggiungibile dalla strada statale 17 svoltando in prossimità di Barisciano o, in alternativa, di San Pio delle Camere, oppure da Ofena-Capestrano. Da nord è inoltre possibile arrivare al paese attraversando Campo Imperatore e superando il valico di Capo di Serre oppure da Vado di Sole (passando poi per Capo di Serre) provenendo da Castelli o Farindola.

## Storia

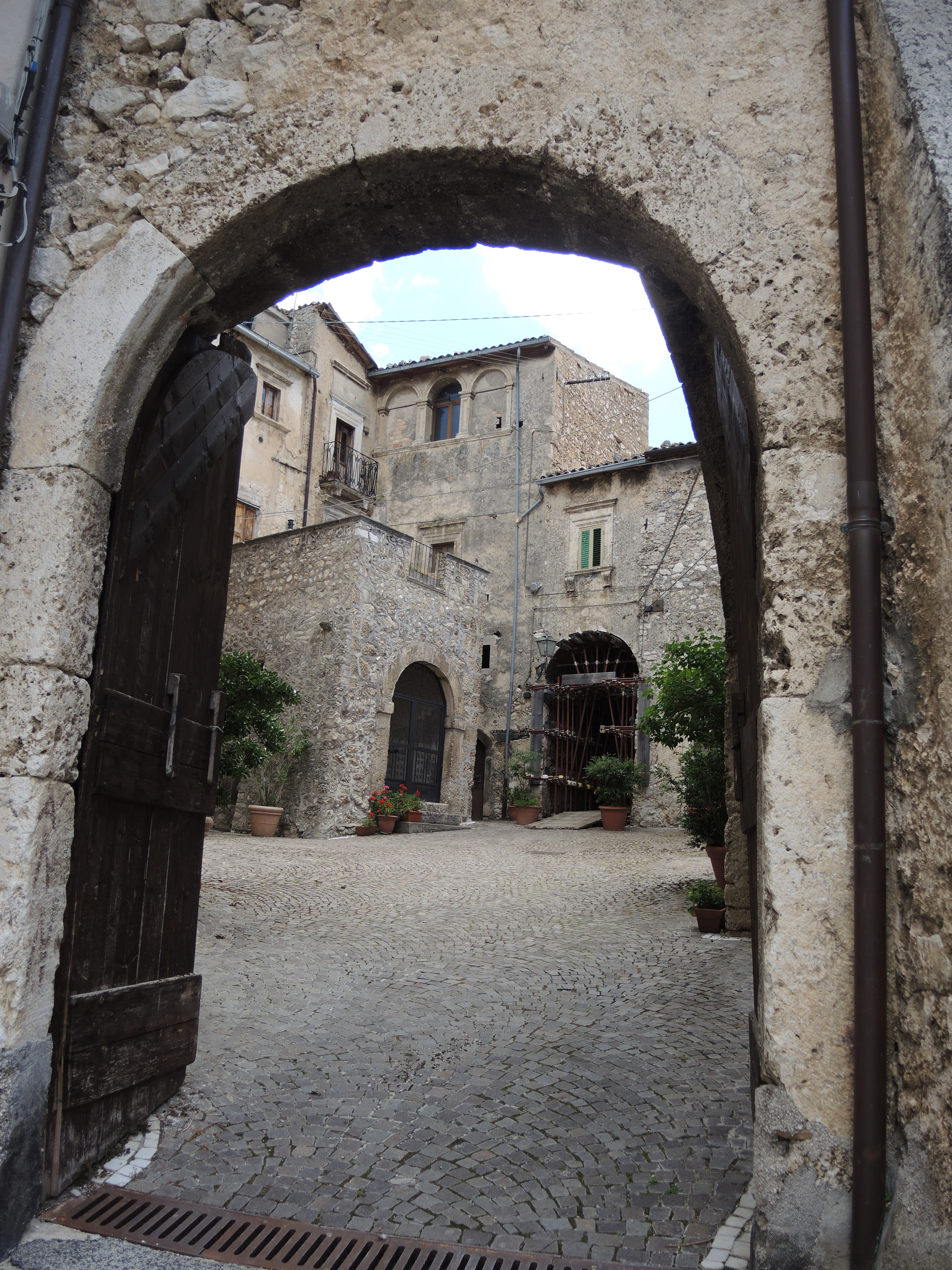
Porta di Torre Maggiore

Si ha notizia del primo castello e delle prime chiese dal Chronicon Vulturnense nel 779. L'attuale borgo fortificato, raro esempio di pianificazione medievale, nacque invece nel XII secolo. Il borgo fece parte della famosa baronia di Carapelle, che prese il nome dal Demanium Carapelle, comprendente anche il limitrofo comune di Carapelle Calvisio e che incluse successivamente i castelli di Calascio, Rocca Calascio e Santo Stefano di Sessanio. Feudo della famiglia Pagliara, il borgo passò nell'ordine alle famiglie Plessis, Colonna, Celano, Caldora, Accrocciamuro, Piccolomini Todeschini, Del Pezzo, Cattaneo, Medici e Borbone.
Numerose testimonianze epigrafiche romane e preromane indicano che il territorio fu popolato da tempi remoti e in epoca romana pare certa la presenza di una Villa Calvisia detta nel periodo altomedievale Villa Magna, situata nella valle tra Castelvecchio e Carapelle Calvisio.
Sempre nel 779 abbiamo la prima notizia dell'importantissima chiesa di San Cipriano, antica parrocchiale del paese che testimonia con i suoi reperti tutte le varie fasi storiche.
Castelvecchio nel XV secolo era detto Castello Vecchio della Baronia, dal XVI secolo è documentato come Castelvecchio Carapelle e infine assunse l'attuale denominazione con R.D. del 30/07/1883 n. 1546.
Aggregato al Governo di Capestrano dal 1807 al 1811, riunito amministrativamente al comune di Capestrano dal 1811 al 1816 e poi al vicino comune di Carapelle, ottenne l'autonomia comunale con Legge n. 377 del 15/07/1906.
Il borgo rimase nel resto dei secoli legato all'economia agricola e pastorale, finché non si incrementò lo spopolamento nel primo Novecento per via dell'emigrazione.
Il borgo negli anni 2000 è diventato un piccolo centro turistico, parzialmente danneggiato nel 2009 dal terremoto.

## Monumenti e luoghi d'interesse

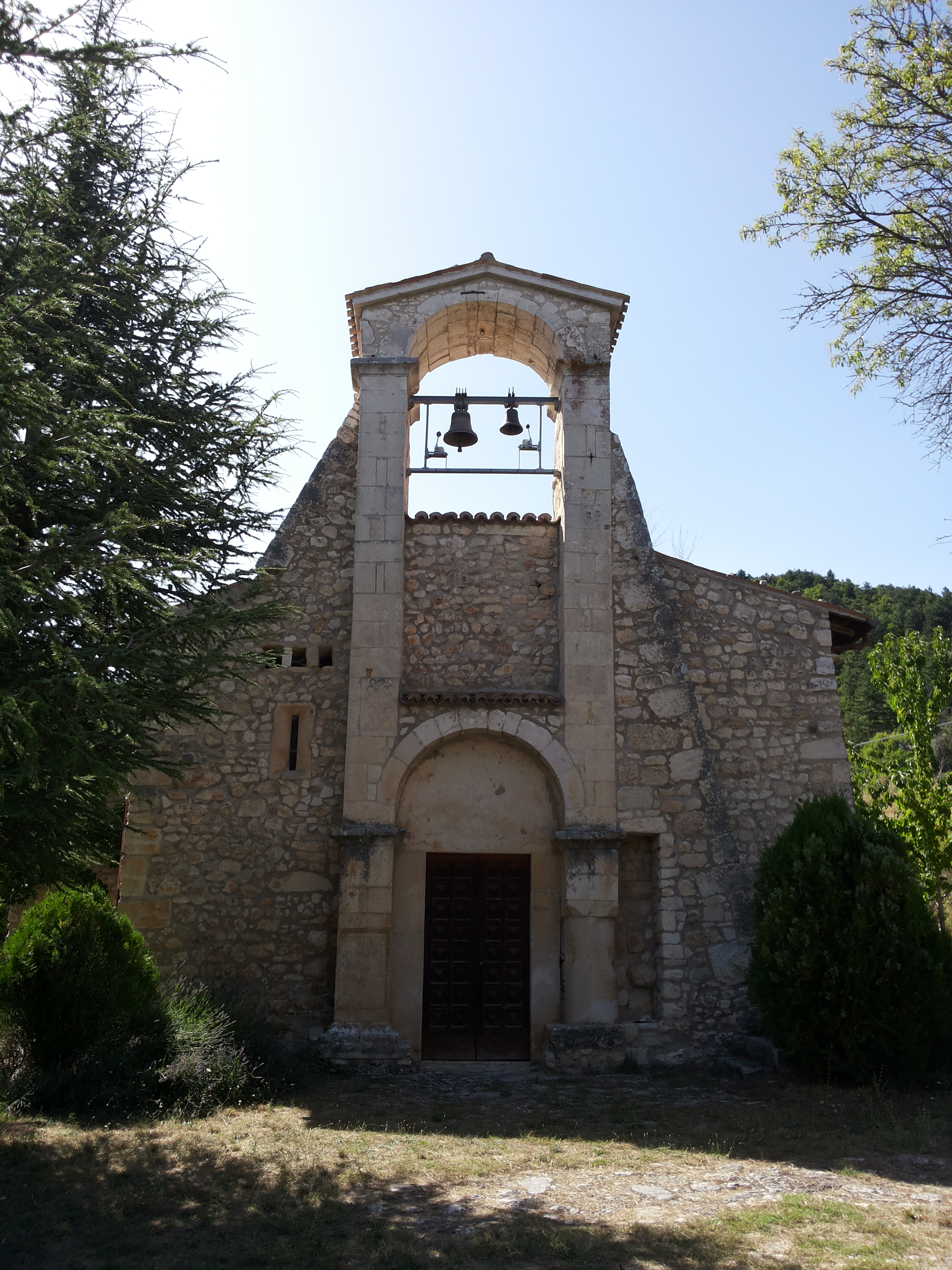
Chiesa di San Cipriano

- Borgo fortificato: impianto medievale di tipo cardo - decumanico forse di origine romana, è a forma ovoidale, con cinta muraria munita di torri quadrangolari rompitratta. È noto per essere uno dei centri meglio conservati della zona.
- Porta di Torre Maggiore: porta a tutto sesto che immette al centro storico
- Porta del Ponte Levatoio: del XVII secolo si apre su Palazzo Di Marco - Corsi - Pucci, ora detto Palazzo del Capitano
- Porta San Martino o Porta dell'orologio: seconda porta che immette al centro storico; ogivale, costruita nel Medioevo
- Chiesa parrocchiale di san Giovanni Battista: chiesa principale, edificata dai Piccolomini nella seconda metà del XV secolo. L'interno è a due navate con decorazioni barocche, simboli bernardiniani, statue lignee del XV-XVII secolo, croci processionali, ostensori e reliquiari di scuola sulmonese e le feritoie dell'ex palazzo fortificato in facciata.[8]
- Chiesa di San Cipriano VIII secolo: parrocchiale fino al 1478 e sita nei pressi del borgo, di costruzione romanica su resti di tempio pagano dedicato a Venere, con iscrizioni medievali, romane e preromane, nonché affreschi del XV secolo.[9]
- Ruderi della chiesa di San Lorenzo documentata nell'VIII secolo
- Ruderi medievali di Villa S.Martino o Villa Magna dell'VIII - XIII secolo, tra Castelvecchio e Carapelle Calvisio.

## Società

### Evoluzione demografica
Abitanti censiti

## Amministrazione

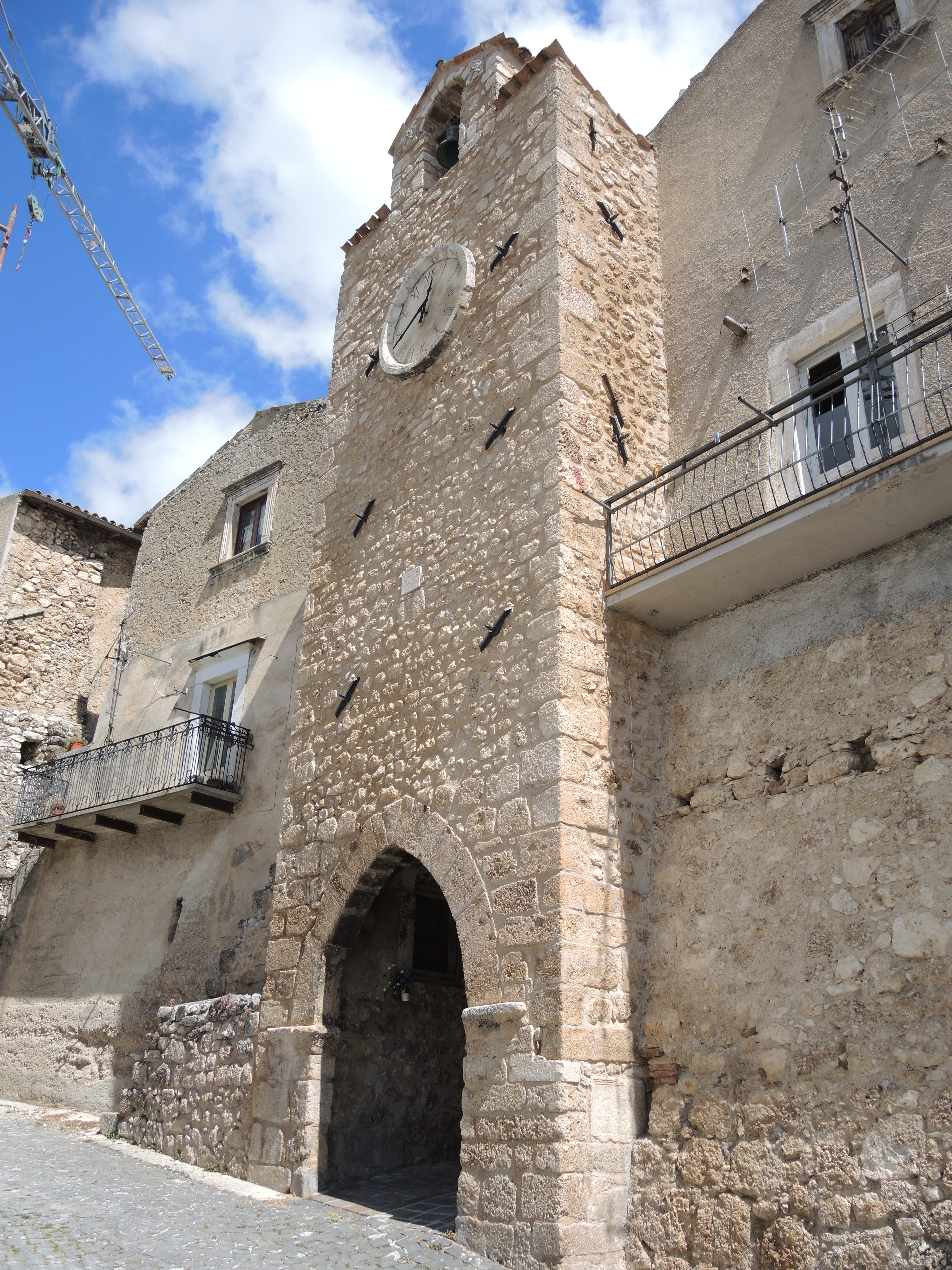
Porta San Martino

A causa del mancato raggiungimento del quorum alle elezioni amministrative del 31 maggio 2015 da parte dell'unico candidato sindaco in corsa, il dottor Rinaldo Pezzoli è stato nominato commissario prefettizio del comune sino alla prossima tornata.
A seguito delle elezioni amministrative del 6 giugno 2017, è stata eletta, con 60 voti, la candidata sindaco della lista civica Ricominciamo insieme, Luigina Antonacci, ad oggi ancora sindaco.
| Periodo        | Periodo        | Primo cittadino     | Partito                              | Carica                  | Note          |
| -------------- | -------------- | ------------------- | ------------------------------------ | ----------------------- | ------------- |
| 23 aprile 1995 | 12 giugno 1999 | Dino Milani         | Lista civica                         | Sindaco                 | [ 13 ]        |
| 13 giugno 1999 | 13 giugno 2004 | Eugenio Battistella | Lista civica                         | Sindaco                 | [ 14 ]        |
| 14 giugno 2004 | 7 giugno 2015  | Dionisio Ciuffini   | Lista civica Insieme per ricostruire | Sindaco                 | [ 15 ] [ 16 ] |
| 8 giugno 2015  | 6 giugno 2016  | Rinaldo Pezzoli     |                                      | Commissario prefettizio | [ 12 ]        |
| 6 giugno 2016  | in carica      | Luigina Antonacci   | Lista civica                         | Sindaco                 |               |